# Иво Янакиев
Иво Янакиев е български гребец.
Роден е на 12 октомври 1975 година в Бургас и се състезава за родния си „Нефтохимик“. На олимпиадата в Атина през 2004 г. печели бронзов медал в дисциплината скиф.